# Risto Dufva
Risto Dufva (né le 1er mai 1963 à Jyväskylä en Finlande) est un joueur finlandais de hockey sur glace devenu entraîneur. Il évoluait au poste de gardien de but.

## Biographie

### Carrière de joueur
En 1987, il commence sa carrière avec le Diskos dans la II divisioona. Il évolue ensuite deux saisons dans la I divisioona avec le Kiekko-Espoo. En 1990-1991, il joue trois matchs dans la SM-liiga avec le JYP Jyväskylä.

### Carrière d'entraîneur
En 1991, il devient entraîneur. Il a remporté à quatre reprises la Mestis avec le Jukurit Mikkeli en 2001, 2002, 2003 et 2006. Il ajoute à son palmarès le Kanada-malja 2009 avec le JYP Jyväskylä.
Au niveau international, il a dirigé les équipes de Finlande jeunes et senior. Il décroche l'argent aux Jeux olympiques de 2006 et le bronze en 2010.

## Trophées et honneurs personnels

### Mestis
- 2001 : nommé entraîneur de l'année.

### SM-liiga
- 2009 : remporte le Trophée Kalevi-Numminen.